# Ботанічний сад ПФУ
Ботанічний сад Південного федерального університету розташований в північно-західній частині Ростова-на-Дону, в долині річки Темерник. Є першим ботанічним садом на величезній території безлісної зони півдня Росії.
На території саду знаходиться мінеральне джерело, що носить ім'я Преподобного Серафима Саровського, який підноситься дирекцією саду як православна святиня.

## Історія
Про необхідність створення в місті ботанічного саду вперше заговорили в 1915 році, після евакуації в Ростов-на-Дону Варшавського університету через небезпеку окупації польської столиці німецькими військами. Але тільки в 1927 році з ініціативи професорів В. Ф. Хмелевського і В. Н. Вершковського міська влада виділила під ботанічний сад 74,11 га. Ботанічний сад Північно-Кавказького університету був першим на величезній території безлісної зони півдня Росії. Головним його завданням вважалася акліматизація в степовому краї рослин з інших регіонів планети.
Ботанічний сад з'явився в 1927 році. На його місці ще в кінці 1920-х років в заплавній частині знаходилися городи і квітникарське господарство. Деревна рослинність майже відсутня. На високому правому березі річки Темернік вівся видобуток вапняку для міського будівництва. Безликий ландшафт зрідка порушувався заростями чагарнику в балках, верболозом біля річки і невеликою групою дерев у квітникарську господарства. Частина території була зайнята ріллею і мисливськими угіддями.
В основу планування саду була покладена карта Північного Кавказу. Передбачалося, що основні алеї та доріжки саду будуть відповідати контурам карти регіону та його залізничними лініями. У певних місцях доріжки за планом переривалися майданчиками і клумбами, що символізують міста і залізничні станції. За межами такої розбивки залишалися садиби будівель, оранжерея і парники, плодово-маточний сад, виноградник, дендрарій і ділянку ґрунтового квітництва. Згідно задумом авторів проекту, при розбивці території на окремі куртини потрібно було дотримати не тільки масштаб, але і відобразити відносний рельєф регіону і його рослинні особливості. Здійснити задумане виявилося неможливо. Представники субальпійських березняків, передгірних дібров і буково-ялицеві посадки, перенесені в нові умови, в перші ж роки майже всі загинули.
У закладці ботанічного саду взяли участь тисячі ростовчан. Всі роботи виконувалися вручну. Розпочаті в 1929 році, вони були в основному завершені в 1933 році. Вже в той час почали формуватися колекції декоративних, технічних та інших культур. До 1940 року колекційний фонд саду налічував понад тисячу найменувань рослин, в тому числі граб, платан, оксамитове дерево. Загальна площа склала 269,5 га, з яких 100 га займав дендрарій, 7 га оранжерея, 32 га розплідник.
Під час німецької окупації були зруйновані не лише оранжереї, службових будівель та споруд, але повністю загинули колекції оранжерейних і квітково-декоративних трав'янистих рослин. Істотно постраждали парк і дендрарій. Було знищено багато великих дерев таких порід, як дуб, граб, бук, сосна та інші. Загинуло близько 100 видів садових форм, що становило одну третину колекції, причому більшість найбільш рідкісних листопадних і вічнозелених рослин. У післявоєнний період всі будівлі і колекційний фонд ботанічного саду були повністю відновлені.
Зараз Ботанічний сад є держбюджетним навчально-науковим підрозділом Південного Федерального університету. За дорученням ректора він наділений повноваженнями юридичної особи, яка має окремий бюджетний баланс і друк.

## Колекції
Ботанічний сад Південного федерального університету — один з найбільших університетських садів Росії. Його площа перевищує 200 гектарів. У ньому ростуть більше 6500 видів дерев, чагарників і трав'янистих рослин. Майже 1600 видів і форм досягає колекція флори, зібрана в оранжереї тропічних і субтропічних культур. Створені відділи горіхоплідних, лікарських та інших рослин.
В оранжереях саду і у відкритому ґрунті росте понад 5000 видів дерев, чагарників і трав'янистих рослин, в тому числі в оранжереї тропічних і субтропічних рослин в колекції флори Африки, Південно-Східної Азії, Північної та Південної Америки, Австралії зібрано майже 1600 видів рослин. Сад включає в себе наступні колекції:
- Дендрологічна колекція;
- Колекція квіткових культур;
- Колекція лікарських та ефіроолійних рослин;
- Колекція тропічних і субтропічних рослин;
- Експозиція «приазовський степ»;
- Рідкісні та зникаючі види рослин в колекціях Ботанічного саду;
- Гербарій Ботанічного саду;
- Делектус.

Особливо примітний 90-літній 25-метровий дуб звичайний, кущі самшиту, барбарису, тридцятирічне реліктове дерево гінкго, ялівець, обліпиха, а в оранжерейній колекції знаходяться агава, фікус, банан райський, фінікова пальма, бамбук.